# Exetastes crousae
Exetastes crousae is een vliesvleugelig insect (orde Hymenoptera) uit de familie van de gewone sluipwespen (Ichneumonidae). De wetenschappelijke naam van de soort werd in 2016 door Rebecca Kittel gepubliceerd als nomen novum voor Exetastes longipes Uchida, 1928. Die naam was als Exetastes longipes (Smith, 1878) (originele combinatie Campoplex longipes) al in gebruik voor een andere sluipwesp. De naam gedenkt Marie Crous, een Frans wiskundige uit de 17e eeuw.